# Anita Ekbergová
Anita Ekbergová (celým nepřechýleným jménem Kerstin Anita Marianne Ekberg, 29. září 1931 Malmö, Švédsko – 11. ledna 2015 Rocca di Papa, Itálie) byla švédská herečka a modelka. Proslavila se rolí Silvie ve Felliniho filmu Sladký život.

## Život
V roce 1950 zvítězila v soutěži Miss Švédsko, od roku 1953 potom vystupovala v amerických televizních pořadech s Bobem Hopem. V roce 1956 účinkovala v americkém filmu Vojna a mír (War and Peace) společně s Melem Ferrerem a Audrey Hepburnovou.
Úspěch ji přinesla spolupráce s Federikem Fellinim, především role výstřední americké herečky Silvie ve filmu Sladký život z roku 1960. Noční scéna koupání ve fontáně di Trevi, ve které účinkovala společně s Marcello Mastroiannim, je považována za jednu z nejslavnějších scén filmové historie. V roce 1962 pak účinkovala ve Felliniho povídce Pokušení doktora Antonia z filmu Boccaccio '70. Jejím posledním filmem byl Nain Rouge z roku 1998.
Časopis Empire ji v roce 1995 zařadil mezi 100 nepřitažlivějších hvězd filmové historie.
Byla dvakrát vdaná, ale zůstala bezdětná. V roce 1975 se podruhé rozvedla a už se nevdala. Žila nedaleko Říma.
Zemřela ve věku 83 let na klinice San Raffaele v Rocca di Papa nedaleko Říma.